# لتانية زرقاء
لتانية زرقاء أو لتانية زرقاء (الاسم العلمي: Latania glaucophylla) هو نوع نباتي يتبع جنس اللتانية من فصيلة الفوفلية.